# Eupatoriopsis
Eupatoriopsis, rod glavočika iz podtribusa Praxelinae, dio tribusa Eupatorieae. Jedina vrsxta je brazilski endem E. hoffmanniana

## Opis
Eupatoriopsis uključuje jednu vrstu jednogodišnjeg bilja, poznatu samo iz zbirke vrsta iz Minas Geraesa, Brazil. To je vrlo osebujna vrsta koja se, osim po habitusu, razlikuje po reduciranom papusu kratkih čekinja, visoko koničnom cvjetištu i stisnutim cipselama.

## Sinonimi
Nema.